# Somontín
Somontín ist ein Ort und eine spanische Gemeinde in der Comarca Valle del Almanzora der Provinz Almería in der Autonomen Gemeinschaft Andalusien. Die Bevölkerung von Somontín bestand im Jahr 2024 aus 524 Einwohnern. 

## Geografie
Somontín liegt im Landesinneren der Provinz Almería in einer Höhe von ca. 840 m. Die Provinzhauptstadt Almería liegt in etwa 75 Kilometer südsüdöstlicher Entfernung.

## Bevölkerungsentwicklung
| Jahr      | 1970 | 1981 | 1991 | 2001 | 2011 | 2021 |
| Einwohner | 677  | 556  | 478  | 506  | 542  | 444  |

## Sehenswürdigkeiten
- Kirche